# Rhame, North Dakota
Rhame, North Dakota (енгл. Rhame) град је у америчкој савезној држави Северна Дакота.

## Демографија
По попису из 2010. године број становника је 169, што је 20 (-10,6%) становника мање него 2000. године.
| Група             | 2000.       | 2010.       |
| Белци             | 186 (98,4%) | 166 (98,2%) |
| Афроамериканци    | 0 (0,0%)    | 0 (0,0%)    |
| Азијати           | 0 (0,0%)    | 0 (0,0%)    |
| Хиспаноамериканци | 0 (0,0%)    | 0 (0,0%)    |
| Укупно            | 189         | 169         |